# Heterotardigrada
Heterotardigrada (лат.) — класс тихоходок. На голове есть придатки (усики), на туловище ноги, внешние покровы склеротизированы. Описано более чем 400 видов. Морские и наземными обитатели, но все они водные, в том смысле, что они должны быть окружены хотя бы тонкой пленкой влаги, чтобы быть активными — хотя они могут выжить в состоянии покоя, если среда обитания высохнет. Имеют гонодукты, которые отделены от ануса и открываются наружу через преанальный гонопор, а не открываются в прямую кишку, как в другом подтвержденном классе тихоходок Eutardigrada (третий класс, Mesotardigrada, представлен одним видом, чей типовой материал был разрушен в результате землетрясения, поэтому его репродуктивная анатомия в последнее время не изучалась). Мальпигиевы трубки отсутствуют. Плакоиды состоят из трех известковых элементов (из CaCO3) или трех тонких кутикулярных структур в форме плитки.

## Классификация
Выделяют два отряда и более десятка семейств (Guil et al., 2019; Degma et al., 2018; Fontoura et al., 2017).
- Отряд Arthrotardigrada Marcus, 1927[7]
  - Семейство Archechiniscidae Binda, 1978
  - Семейство Batillipedidae Ramazzotti, 1962
  - Семейство Coronarctidae Renaud-Mornant, 1974
  - Семейство Halechiniscidae Thulin, 1928
  - Семейство Neoarctidae de Zio Grimaldi, D'Addabbo Gallo & Morone De Lucia, 1992
  - Семейство Renaudarctidae Kristensen et Higgins, 1984[8]
  - Семейство Stygarctidae Schulz, 1951
  - Семейство Styraconyxidae Kristensen & Renaud-Mornant, 1983 (бывшее подсемейство в Halechiniscidae)[9]
    - Cyaegharctus

  - Семейство Tanarctidae Renaud-Mornant, 1980 (бывшее подсемейство в Halechiniscidae)[10]
- Отряд Echiniscoidea Richters, 1926
  - Семейство Carphaniidae Binda & Kristensen, 1986
  - Семейство Echiniscidae Thulin, 1928
  - Семейство Echiniscoididae Kristensen & Hallas, 1980
  - Семейство Oreellidae Puglia, 1959